# 梅城镇 (建德市)

梅城古镇

梅城镇，浙江省建德市下辖的一个镇。位于新安江与兰江交汇为富春江处。梅城水运交通发达，历史上有约1700年时间为建德县县治，约1200年时间为严州府府治，金千铁路通车后因交通功能转移而迅速衰落。全镇总面积157平方公里，总人口5万人。有严州府城、南峰塔、北峰塔、七里扬帆等景点。

## 辖区
梅城镇辖有：
- 社区(6)：严陵社区、宝华洲社区、梅花社区、总府社区、东湖社区、洋尾社区；
- 行政村(13)：西湖村、葛家村、顾家村、伊村、龙泉村、姜山村、望山村、南峰村、城西村、龙溪村、滨江村、利群村、洋程村。